# Saffron Burrows

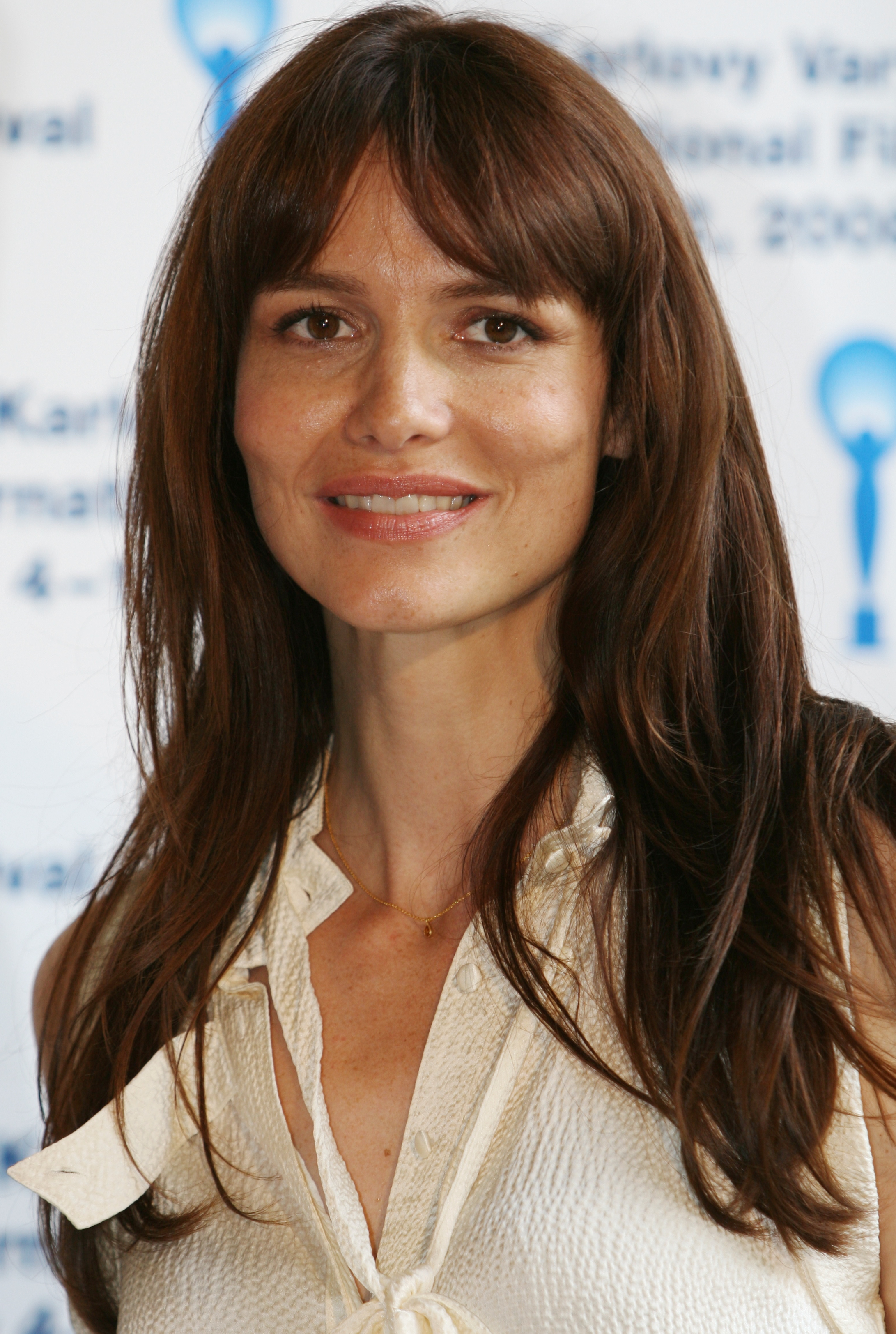
Saffron Burrows in Karlsbad (2008)

Saffron Domini Burrows (* 22. Oktober 1972 in London) ist eine britisch-US-amerikanische Schauspielerin und Model.

## Leben und Laufbahn
Die Tochter sozialistischer Politaktivisten wurde im Alter von 15 Jahren von einem Talentscout als Model entdeckt und arbeitete erfolgreich in England sowie Frankreich.
Burrows debütierte 1993 in dem Film Im Namen des Vaters. Ihre erste Hauptrolle bekam sie 1995 in Circle of Friends. Woody Allen wählte sie für seinen Film Celebrity aus, feuerte sie aber später mit dem zweifelhaften Kompliment, „nicht vulgär genug zu sein“. Danach folgten die Computerspiel-Verfilmung Wing Commander und der Thriller Deep Blue Sea sowie Rollen in Enigma, Frida und Troja. Von 2007 bis 2008 gehörte sie zur Besetzung der Fernsehserie Boston Legal. 2010 ersetzte sie Kathryn Erbe bei Criminal Intent für eine Staffel, bevor Erbe für die letzte Staffel noch einmal zurückkehrte.
Burrows war mit dem Filmregisseur Mike Figgis und dem Schauspielkollegen Alan Cumming liiert. Sie war sechs Jahre mit der Filmproduzentin und Drehbuchautorin Alison Balian liiert, bevor sie mit ihr im August 2013 eine eingetragene Lebenspartnerschaft einging. Beide ziehen einen Sohn (* 2012) und eine Tochter (* 2017) groß, die Burrows zur Welt brachte. 2020 gaben sie ihre Trennung bekannt.

## Filmografie (Auswahl)
- 1993: Im Namen des Vaters (In the Name of the Father)
- 1995: Circle of Friends – Im Kreis der Freunde (Circle of Friends)
- 1996: Cold Lazarus (Miniserie, 4 Episoden)
- 1997: Heirat nicht ausgeschlossen (The MatchMaker)
- 1999: Wing Commander
- 1999: Deep Blue Sea
- 1999: Miss Julie
- 2000: Timecode
- 2000: Gangster No. 1
- 2001: Verführe mich! (Tempted)
- 2001: Enigma – Das Geheimnis (Enigma)
- 2001: Hotel
- 2002: Frida
- 2004: Troja (Troy)
- 2006: Perfect Creature
- 2006: Klimt
- 2007: Agatha Christie’s Marple (Fernsehserie, Episode 3x03)
- 2007: Die Liebe in mir (Reign Over Me)
- 2007–2008: Boston Legal (Fernsehserie, 20 Episoden)
- 2008: Bank Job (The Bank Job)
- 2008: My Own Worst Enemy (Fernsehserie, 9 Episoden)
- 2008: The Guitar
- 2009: Shrink – Nur nicht die Nerven verlieren (Shrink)
- 2010: Criminal Intent – Verbrechen im Visier (Law & Order: Criminal Intent, Fernsehserie, 15 Episoden)
- 2011: Bones – Die Knochenjägerin (Bones, Fernsehserie, Episode 6x19)
- 2012: Small Apartments
- 2012: Knife Fight – Die Gier nach Macht (Knife Fight)
- 2013: The Crazy Ones (Fernsehserie, Episode 1x05)
- 2013–2014: Marvel’s Agents of S.H.I.E.L.D. (Fernsehserie, 4 Episoden)
- 2014–2018: Mozart in the Jungle (Fernsehserie, 36 Episoden)
- 2015: Quitters
- 2016: The List (Fernsehfilm)
- 2019: Elementary (Fernsehserie, Episode 7x01)
- 2019–2021, 2025: You – Du wirst mich lieben (You, Fernsehserie, 12 Episoden)
- 2021: Kensal Town (Fernsehserie)
- 2022: Westworld (Fernsehserie, Episode 4x02)
- 2023: Dangerous Waters – Überleben ist alles (Dangerous Waters)
- 2023: White Widow
- 2023: Baghead
- 2024: Canary Black